# Hydrobiosella uncinata
Hydrobiosella uncinata là một loài Trichoptera trong họ Philopotamidae. Chúng phân bố ở miền Australasia.